# Sylwia (opowiadanie)

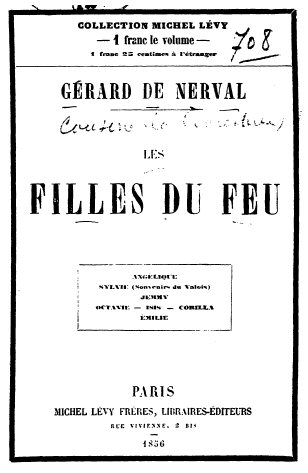
Karta tytułowa wydania tomu Córki ognia z 1856

Sylwia (oryg. fr. Sylvie) – opowiadanie Gérarda de Nervala opublikowane po raz pierwszy w 1853 na łamach pisma „Revue des Deux Mondes”. W roku następnym włączone do tomu Córki ognia.

## Okoliczności powstania utworu
Jedną ze stałych inspiracji Gérarda de Nervala był okres jego dzieciństwa i wczesnej młodości, spędzony na wsi w regionie Valois, pod opieką ciotek. Pamięć o spokojnym, kultywującym wiele tradycyjnych zwyczajów ludowych życiu stale wracała w jego twórczości. Autor planował początkowo nadać opowiadaniu jednoznacznie sugerujący ten fakt tytuł – Sylwia, czyli wspomnienie z młodości.

## Treść
Młody człowiek, określany przez przyjaciół jako Paryżanin, adoruje piękną aktorkę Aurelię, która przypomina mu spotkaną w dzieciństwie Adriannę – nadzwyczajnej urody młodą szlachciankę, którą widział na krótko przed tym, gdy wstąpiła z woli rodziców do klasztoru. Równocześnie nie jest w stanie zapomnieć o innej młodzieńczej miłości – wiejskiej dziewczynie Sylwii. Wielokrotnie odwiedza ją, spacerując razem z nią po rodzinnym Valois, nie podejmuje jednak żadnych działań, by ożenić się z nią. Z żalem obserwuje, jak Sylwia porzuca typowe wiejskie zajęcia, upodabniając się do kobiet z miasta. Ostatecznie dziewczyna wychodzi za mąż za innego przyjaciela z dzieciństwa, zwanego Kędzierzawym. Tymczasem Paryżanin zbliża się do Aurelii i skłania ją, by przyjechała razem z trupą aktorską do Valois. Tam wyznaje jej, że przyczyną jego zainteresowania jej osobą było podobieństwo między nią a Adrianną. Aurelia odtrąca go z oburzeniem. Wkrótce potem, podczas spaceru z Sylwią, Paryżanin dowiaduje się, że Adrianna zmarła w klasztorze wiele lat wcześniej.

## Cechy utworu

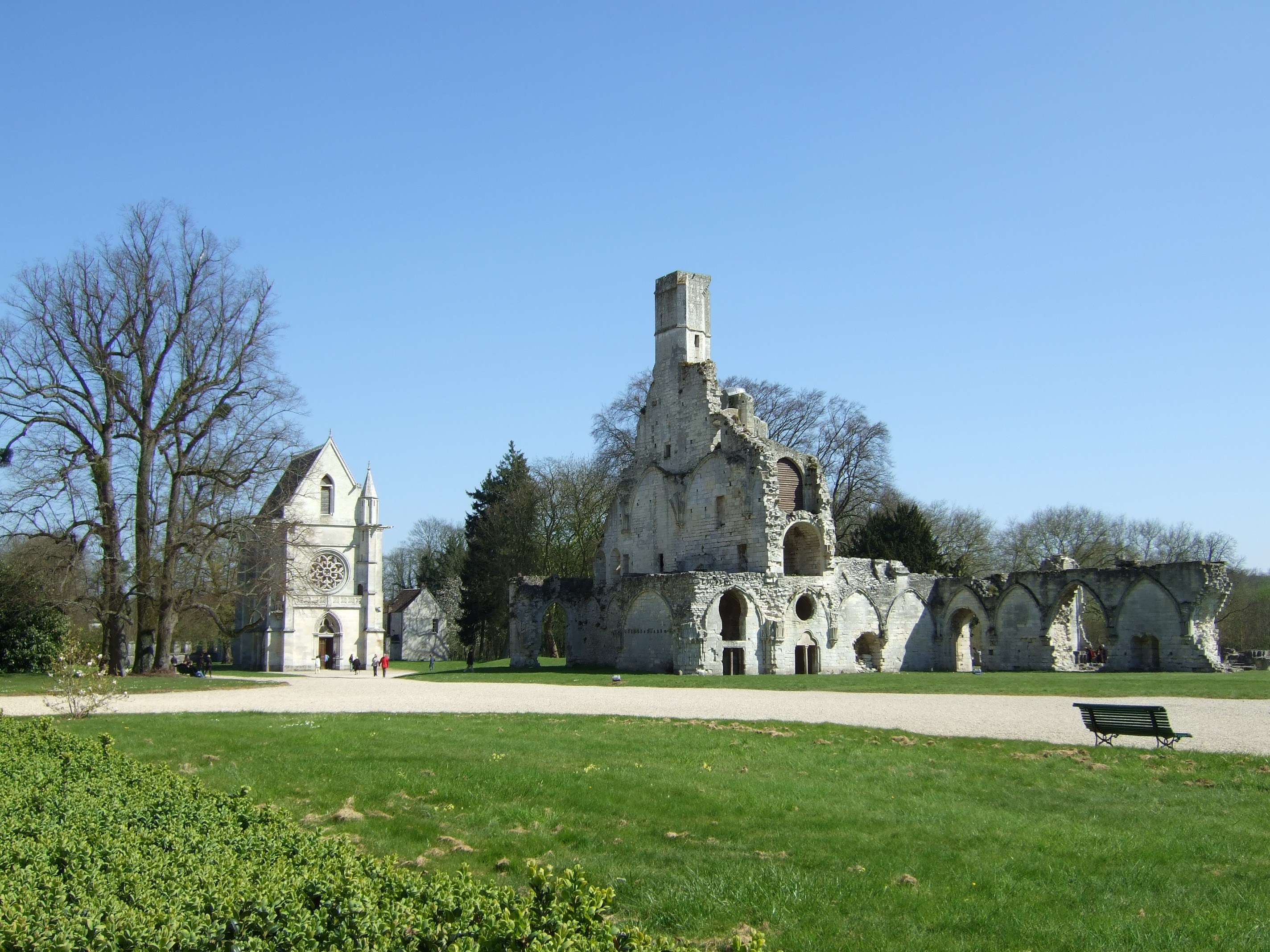
Ruiny opactwa w Chaalis, opisanego w utworze

Specyficzną cechą utworu jest swobodne potraktowanie chronologii wydarzeń. Kolejne zdarzenia przedstawione w opowiadaniu są uszeregowane w takiej kolejności, w jakiej przychodziły na myśl narratorowi wspominającemu swoje dzieciństwo, młodość i niespełnioną miłość. Przeplatają je refleksje związane z jego uczuciami i emocjami, jakie wypływają z kolejnych ukazanych doświadczeń. Julia Hartwig zestawia ten sposób prowadzenia narracji ze stylem Marcela Prousta. Georges Poulet porównywał konstrukcję utworu do budowy opery z szybko wymienianymi dekoracjami.
Miejscem akcji dzieła jest Valois z szeregiem precyzyjnie nazwanych, autentycznych miejscowości: Loisy, Montagny, Ermenonville, jednak odległości między nimi i sam ich krajobraz zostały poddane stylizacji w duchu romantycznym (lub według innych autorów preromantycznym). Szczególne miejsce w pejzażu zajmują parki, gęste, nietknięte przez człowieka lasy oraz ruiny (opactwa Matki Bożej i Wszystkich Świętych w Chaalis). Całość przedstawiona zostaje jako Arkadia, która jednak skazana jest na zniszczenie i zapomnienie. Szczególnym tego wyrazem jest zachowanie jej mieszkańców. Paryżanin jest zachwycony, gdy w czasie spotkań z Sylwią może odwiedzać jej starą ciotkę, kultywującą tradycje regionalne i przechowującą pamiątki z młodości, a następnie przerażony, kiedy odkrywa, że Sylwia porzuciła tradycyjny śpiew ludowy dla wykonywania arii operowych. Valois, ukazane początkowo jako miejsce sielankowe, przeobraża się w miejsce zawiedzionych nadziei i straconych szans na spokojne szczęście i miłość.
Nerval dokonuje w Sylwii zestawienia utraconej przeszłości i teraźniejszości, jaką uosabia Paryż i panujące w nim obyczaje. Odwiedzając Valois, Paryżanin ze szczególną czcią odwiedza miejsca związane z Rousseau, spotyka się z człowiekiem, który w młodości znał filozofa. Tymczasem Sylwia porzuca typowe wiejskie zwyczaje, które tak fascynowały narratora: wyrzuca ze swojego domu tradycyjne sprzęty, zaczyna śpiewać modne arie operowe, przestaje wykonywać na drutach regionalne koronki. Jako matka i żona, chociaż odnosi się do Paryżanina przyjaźnie, przestaje go fascynować, gdyż straciła pierwotny wdzięk mitycznej naturalnej dziewczyny.
Sam narrator pozostaje stale zawieszony między snem, fantazją a rzeczywistością – nie może pogodzić się z odchodzeniem w przeszłość wyidealizowanej wsi Valois, marzy o Sylwii, lecz nie podejmuje żadnych działań, by związać się z nią, chociaż ma ku temu możliwości. Ogranicza się jedynie do przebrania się razem z nią w wiejskie stroje ślubne, za czym nie idą jednak żadne deklaracje. Nie może również zapomnieć o nieosiągalnej Adriannie, z którą kojarzy postać Aurelii. Bierność narratora i stałe mieszanie marzeń i rzeczywistości (element typowy dla utworów Nervala) prowadzi Paryżanina do poczucia ostatecznej klęski i pustki.